# Alexander Loulakis
Alexander Plastiras Loulakis (* 25. Dezember 1924 in Frankfurt am Main; † 4. April 2011 ebenda) war ein Unternehmer und Mäzen. Bekannt wurde er jedoch als Sammler von Schellackplatten.

## Biografie

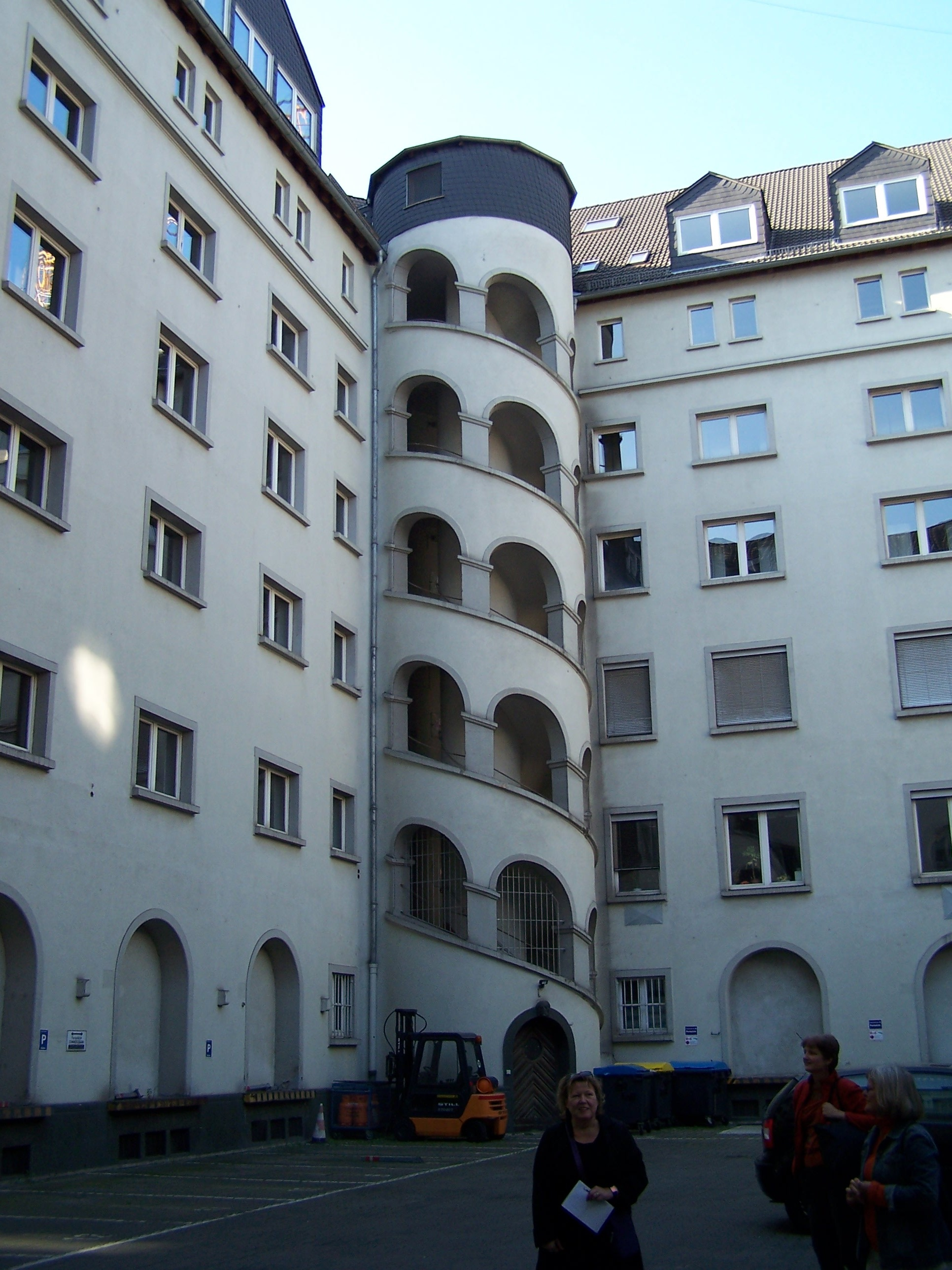
Treppenturm des Loulakis-Gebäudes

Alexander Loulakis wuchs als Sohn eines Griechen und einer Hessin auf. Von Kindheit an sammelte Loulakis Schellackplatten; seine große Leidenschaft gehörte von Anfang an der Salon-Caféhaus- und Tanzmusik sowie dem Jazz und Swing. Loulakis galt als ausgewiesener Fachmann für die Leichte Musik der 1930er bis 1950er Jahre.
Er leitete die Alexander Loulakis Getränkevertrieb GmbH & Co. KG, die als Sitz das frühere Gebäude der Lebensmitteleinzelhandelskette Latscha im Frankfurter Ostend zwischen Hanauer Landstraße und dem Frankfurter Osthafen hatte.
Neben seiner beruflichen Tätigkeit als Getränkegroßhändler veranstaltete er in den 1970er Jahren beliebte Nostalgieabende im Henninger-Turm in Frankfurt am Main und war dort Schellack-DJ und Moderator. Hierzu lud er die Stars der Schellackzeit ein, die mittlerweile seine Freunde waren, um sie seinem Publikum vorzustellen. Dazu gehörten u. a. Rosita Serrano, Otto Stenzel, Lys Assia, Kurt Henkels, Peter Kreuder, Maria Mucke, Kurt Drabek, Barnabás von Géczy und Evelyn Künneke.
Bald wurde auch der Hessische Rundfunk auf diese erfolgreichen Veranstaltungen aufmerksam. Seit 1984 entstanden über 500 Produktionen der Reihe Schellack-Diskothek, teilweise noch unter dem Namen Schellack-Party für das Hörfunkprogramm hr4. Diese öffentliche Radioveranstaltung, teilweise auch mit Live-Musik, ging auch auf Tournee und gastierte in vielen Hotels und ausgewählten Örtlichkeiten in ganz Hessen. Loulakis war seit dieser Zeit Berater, Produzent, Ideenlieferant und Programmgestalter auch bei anderen öffentlich-rechtlichen Sendern in Deutschland. Regelmäßig veröffentlichte er CD-Produktionen (z. B. Schellack-Diskothek) mit Tonträgern aus seinem Archiv. Sein Sohn Michael Loulakis führt die Immobilienverwaltung weiter und ist Kunst- und Uhrensammler.
Loulakis war Ehrenspielführer der Tennisabteilung von Eintracht Frankfurt.

## Die Sammlung Loulakis
Die Sammlung an Schellackplatten enthält über 420.000 Titel und ist damit wahrscheinlich die größte Privatsammlung Deutschlands. Sie umfasst außerdem auch alle Geräte jener Jahre, die Musik wiedergeben, vom Trichtergrammophon bis zur Musikbox und vom Volksempfänger bis zum Radio mit dem Magischen Auge.
Das Loulakis-Archiv in Frankfurt am Main kann nach Voranmeldung auch besichtigt werden. Es befindet sich im Verwaltungsgebäude seiner Firma zwischen Hanauer Landstraße und dem Frankfurter Osthafen.